# Einberufung
Unter Einberufung versteht man das Einziehen von Wehrpflichtigen zum Wehrdienst nach dem Wehrpflichtgesetz bzw. von ehemaligen Soldaten auf Zeit und Berufssoldaten nach dem Soldatengesetz oder von Angehörigen von Feuerwehren z. B. für Fortbildungen und Lehrgänge. Sie erfolgt durch Erlass eines Einberufungsbescheides (umgangssprachlich auch Einberufungsbefehl genannt) durch das zuständige Kreiswehrersatzamt und ist in § 21 Wehrpflichtgesetz (WPflG) geregelt.
Mit der Aussetzung der Wehrpflicht in Deutschland zum 1. Juli 2011 entfällt die Einberufung von Grundwehrdienstpflichtigen, nicht jedoch die Heranziehung von Reservisten zu Wehrdienstleistungen.

## Ablauf in Deutschland
Nach § 1 Abs. 1 WPflG sind in Deutschland alle Männer vom vollendeten 18. Lebensjahr an, die Deutsche im Sinne des Grundgesetzes sind, wehrpflichtig. Durch die allgemeine Heranziehungsgrenze werden allerdings in der Regel alle über 23-jährigen nicht mehr zum Dienst in der Bundeswehr herangezogen. Sie werden zunächst durch ihr zuständiges Kreiswehrersatzamt gemustert und damit der Tauglichkeitsgrad festgestellt. Nachdem dieser festgestellt wurde, wird durch das Kreiswehrersatzamt ein Einberufungsbescheid an die zukünftigen Rekruten verschickt, in dem alle nötigen Daten enthalten sind, um den zukünftigen Dienstantritt zu sichern.
Die Wehrpflicht endet für Soldaten mit Ablauf des Jahres, in dem das 45. Lebensjahr (bei Offizieren und Unteroffizieren das 60. Lebensjahr) vollendet wird (§ 3 Abs. 3, 4 WPflG). Im Verteidigungs- und Spannungsfall ist die Bundeswehr befugt, Wehrpflichtige bis zum Ablauf des Jahres, in dem das 60. Lebensjahr vollendet wird, gemäß § 3 Abs. 5 WPflG einzuberufen.
Reservisten, die in der Personal- oder Verstärkungsreserve beordert sind, werden regelmäßig und in aller Regel auf freiwilliger Basis zu Wehrdienstleistungen herangezogen. Bei beorderten ehemaligen Soldaten auf Zeit richtet sich die Heranziehung zu weiteren Wehrdienstleistungen neben dem Wehrpflichtgesetz vor allem nach dem Soldatengesetz.
Ab dem Tag der Einberufung ruht das Arbeitsverhältnis oder das Beamtenverhältnis. Nach § 6 Arbeitsplatzschutzgesetz (ArbPlSchG) besteht ein Recht auf Wiedereinstellung. Für einberufene Beamte gilt zudem das Entlassungsverbot des § 32 Bundesbeamtengesetzes. Die jeweiligen Landesbeamtengesetze sind gemäß Gesamtkommentar öffentliches Dienstrecht entsprechend K 54 zu § 32 BBG auszurichten. Das Beamtenverhältnis ruht, unter Fortzahlung der Besoldung, für die Dauer der Wehrdienstleistung gemäß § 9 ArbPlSchG.

## International
In der Schweizer Armee heißt die Einberufung Rekrutierung, in Österreich heißt sie beim Bundesheer Einberufung; die Stellung ist die Musterung. Zweck der Stellung ist die Erkennung der geistigen und körperlichen Stärken und Schwächen von Wehrpflichtigen. Die Stellung soll feststellen, ob Wehrpflichtige Ihren Wehrdienst in einer Ihren Fähigkeiten entsprechenden Funktion ableisten können.

### Russland
Am 12. April 2023, im 14. Monat des Russischen Überfalls auf die Ukraine 2022 wurde in Russland beschlossen, Einberufungen nicht mehr nur per eingeschriebenem Brief, sondern auch via persönlichem Bürgerprofil im Internet, quasi elektronisch, rechtswirksam zustellen zu können. Viele Männer im einrufbaren Alter hatten sich amtlich bei Verwandten gemeldet, um nicht erreichbar zu sein oder haben das Land verlassen. Ab dem Zustellen der Einberufung ist das Verlassen des Landes und das Gründen einer Firma verboten, wird einer Einberufung nicht Folge geleistet, wird der Kfz-Führerschein ungültig.

## Weiterer Begriffsinhalt
Unter dem Rechtsbegriff Einberufung versteht man auch die förmliche Einladung zu einer Generalversammlung, Hauptversammlung, Nationalversammlung, Sitzung, Wohnungseigentümerversammlung oder sonstigen Versammlung. In Gesetzen ist oft vorgesehen, dass die Einberufung zu diesen Versammlungen mit einer bestimmten Einberufungsfrist erfolgen muss. So hat nach § 123 Abs. 1 AktG die Einberufung mindestens dreißig Tage vor dem Tag der Hauptversammlung zu erfolgen.